# Perro de Castro Laboreiro
El Castro Laboreiro es una antigua raza de perro de gran tamaño originaria de Portugal. Fue utilizado principalmente para la guardia de rebaños contra depredadores. Originario del norte del país, este moloso posee una viva inteligencia.